# Malå
Malå (früher auch Malåträsk; umesamisch Máláge; südsamisch Maalege) ist ein Ort (tätort) in der schwedischen Provinz Västerbottens län und der historischen Provinz Lappland.
Der Ort liegt 70 km nördlich von Lycksele am Länsväg 370 und ist Hauptort der gleichnamigen Gemeinde. Im Jahr 2015 wohnten hier 65,7 % der Gesamtbevölkerung der Gemeinde. Der Ort befindet sich am Ostufer des Sees Malåträsket, welcher vom Fluss Malån durchflossen wird.